# Smicridea obesa
Smicridea obesa is een schietmot uit de familie Hydropsychidae. De soort komt voor in het Neotropisch gebied.